# Gitter (Heraldik)
Das Gitter oder Netz ist ein Heroldsbild in der Heraldik, das als Schildteilung und als gemeine Figur in Wappen vorkommt.
Als gemeine Figur wird es bei der Darstellung von Burgen, Mauern und Türmen in Toröffnungen geöffnet oder geschlossen dargestellt und muss bei der Wappenbeschreibung blasoniert werden. Es wird als gezogen, geschlossen und auch halbgeöffnet gezeigt. Seine Farbe ist von den anderen Objekten verschieden. Eine Einzeldarstellung ist auch möglich. Das Gitter hat eine symbolische Aussage und deutet meistens die Offenheit oder Verschlossenheit des Wappenträgers an, insbesondere bei Gemeindewappen. Hier werden aus der Geschichte Beziehungen hergestellt. Begriffe wie Schutzgatter oder Fallgatter sind gebräuchlich.
Anders bei der vollen Auflage im Wappenschild. Der WaHeraldiker kennt das Flechtgitter und das Schräggitter. Schräggitter deshalb, dass die folgende Beschreibung nicht im rechten Winkel, sondern schräg zueinander geschieht. Die Darstellung erfolgt durch das Flechten von waagerechten und senkrechten Streifen mit einem gewissen Abstand, so dass durch die Lücken die Schildfarbe zu sehen ist. Das Wappenfeld gilt als gegittert. Besonders eng liegende Teilungslinien werden mit eng gegittert erklärt. Es wird auch als liegendes Gitter beschrieben. Auch hier ist Symbolgehalt häufiger Anlass der Verwendung.
Das Fallgatter ist auf einem englischen ½ Dollarstück bereits im 16. Jahrhundert abgebildet.
In der englischen Heraldik wird es mit Porticulli und in der dänischen als Forsvars (Verteidigungstor) bezeichnet.
Der Rost ist ein Attribut des Heiligen Laurentius. 

Gezogenes Fallgitter Biesenthal
Gezogenes Fallgitter Ravensburg
«Von Gelb mit schrägem rotem Gitterwerk» Böttstein
Bromskirchen
Coesfeld-Lette, dem Wappen derer von Merveldt entnommen
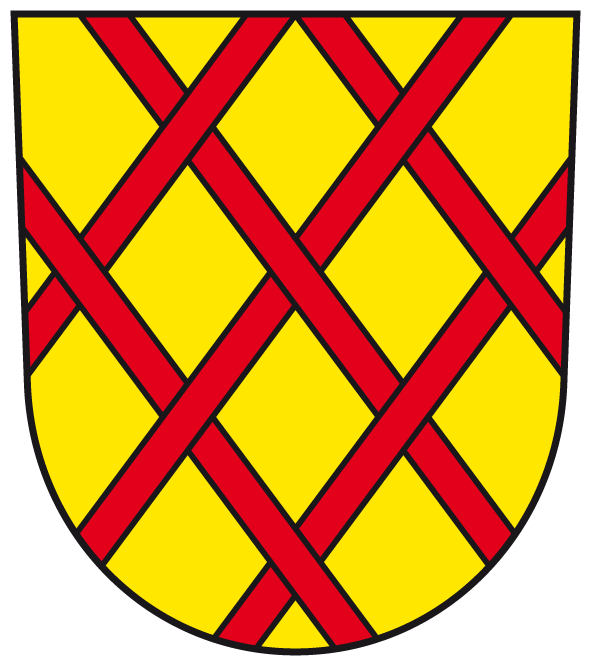
«In goldenem Schild ein aus drei rechten und drei linken Schrägleisten gebildetes Gitter» Daun
Heřmanova Huť
Schräggegittert Salzgitter-Gitter, redend
schräggegittert Neuerburg
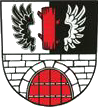
geschlossenes Gitter Ringenwalde